# Сванте Еліс Стремгрен
Сванте Еліс Стремгрен (31 травня 1870, Гельсінборг, Швеція — 5 квітня 1947, Копенгаген) — шведсько-данський астроном, спеціаліст з небесної механіки. Директор Копенгагенської обсерваторії, помічник редактора журналу Astronomische Nachrichten, голова Німецького астрономічного товариства (1921—1930), член Королівського астрономічного товариства і багатьох академій наук. Батько астронома Бенгта Стремгрена.

## Біографія
З 1887 року Стремгрен вивчав астрономію в Лундському університеті, де в 1898 році отримав ступінь доктора філософії, захистивши дисертацію «Визначення орбіти комети 1890 II», а потім викладав там як доцент. Від 1901 по 1907 рік він працював у Кільському університеті помічником редактора журналу Astronomische Nachrichten, а з 1904 року — також приват-доцентом з астрономії. У 1907 році він став професором астрономії в Копенгагенському університеті і директором Копенгагенської обсерваторії. Він займав ці посади до свого виходу на пенсію в 1940 році. Його син Бенгт Стремгрен змінив його на посаді директора обсерваторії в Копенгагені.

## Наукова робота
Наукова робота Стремгрена, в основному, була присвячена небесній механіці, особливо подвійним зорям, проблемі трьох тіл і кометам. Доклавши величезних зусиль, він обчислив орбіти минулих комет та показав, що всі відомі комети належать до Сонячної системи.
Стремгрен написав кілька науково-популярних книг з астрономії та 27 років був редактором скандинавського журналу Nordisk Astronomisk Tidsskrift. Разом зі своїм сином Бенгтом він написав підручник з астрономії для студентів Копенгагенського університету, який був 1933 року виданий у розширеному вигляді німецькою мовою як «Підручник астрономії» (нім. Lehrbuch der Astronomie).
Стремгрен брав активну участь у кількох комісіях Міжнародного астрономічного союзу та був членом Королівського астрономічного товариства, а також Шведської, Данської, Фінської, Норвезької та Прусської академій наук.
Від 1921 по 1930 рік Стремгрен був головою Німецького астрономічного товариства. Оскільки він прагнув сприяти примиренню в період остракізму німецьких і австрійських учених після Першої світової війни, його номінували на Нобелівську премію миру в 1920, 1922 і 1923 роках. Навіть після 1933 року Стремгрен продовжував підтримувати німецьких колег, які зазнавали переслідувань з боку націонал-соціалістів.

## Родина
У 1902 році Стремгрен одружився з дантисткою, а згодом історикинею стоматології Гедвіг Лідфорсс Стремгрен. У пари народилися двоє синів — Бенгт (1908) та Ерік (1909). Бенгт став астрономом, а Ерік досліджував і викладав психіатрію.

## Пам'ять
На честь науковця названо астероїд 1422 Стремгренія та місячний кратер Стремгрен.

## Роботи
- Lehrbuch der Astronomie = Підручник астрономії (1933)